# Villa 69
Villa 69 (àrab: فيلا ٦٩) és un drama cinematogràfic egípci del 2013 dirigida per Ayten Amin, protagonitzat per Khaled Abol Naga, Lebleba i Arwa Gouda. La pel·lícula és protagonitzada per Naga com un arquitecte malalt terminal que, tot i que viu feliç en solitud, es veu obligat a canviar la seva manera de viure quan la seva germana i el seu net s'instal·len amb ell. La pel·lícula va ser dirigida per Amin i distribuïda per Al Massa Art Production.
La pel·lícula es va rodar a diversos llocs d'Egipte, com ara Manial i El Caire.
La pel·lícula Villa 69 es va inspirar en el pare de la directora (Ayten Amin), que va caure malalt durant dos anys abans de morir, que va ser el moment més íntim de la família amb ell. Amin afirma: "Em vaig adonar que els últims dos anys eren els millors." Aquesta experiència amb el seu pare no va ser dramàtica, sinó més aviat sobre la superació dels conflictes quotidians. Per tant, a la pel·lícula d'Amin, l'ancià malalt terminal i de mal humor, Hussein és un homenatge al seu propi pare; lluitant amb la seva germana gran i el seu nebot besat, fins que es mostra el seu costat més amable.

## Argument
El director Ayten Amin ha creat una pel·lícula que es troba entre un drama i una comèdia, que ofereix una visió de l'estil de vida i la cultura de l'Egipte quotidià. Seguint els personatges a través de temps de malaltia, intimitat, alegria i mort, Amin ha creat una pel·lícula que realment captiva el seu públic. El personatge principal, Hussein (Khaled Abol Naga), és un arquitecte irritable que pateix una malaltia terminal (que mai s'esmenta explícitament a la pel·lícula). Incapaç de connectar emocionalment amb la gent, Hussein gaudeix d'una vida en solitud, vivint a l'antiga casa de la seva família. Es complau amb una visita ocasional de la seva infermera, Hanaa (Heba Yousry) o amant, Sanna (Arwa Gouda). Quan la germana d'Hussein, la Nadra (Lebleba) i el renebot Seif (Omar El Ghandour), es traslladen a viure amb ell, ell es torna incòmode perquè es veu obligat a canviar el seu estil de vida. Hussein ara es veu obligat a començar a pensar en algú que no sigui ell mateix.
Al llarg de la pel·lícula, el públic veu Hussein lluitar per prendre medicaments i tenir reaccions greus a aquest medicament, que l'ajuda a saber que pateix una malaltia mortal. Nadra i Seif estan allà per cuidar Hussein mantenint la casa, ajudant-lo a prendre medicaments, oferint-li companyia a Hussein i vigilant-lo. Hussein fa més d'un mes que no ha anat a la seva oficina per treballar, la qual cosa implica el seu deteriorament.
Hussein s'escalfa amb Seif i l'amiga de Seif, l'Aya (Sally Abed), a causa de trobades properes forçades. S'estima Seif, els seus amics i la seva banda de garatge, i finalment s'hi uneix i mostra als joves "el que és la música real". La pel·lícula acaba amb una escena de Hussein, Seif i Aya pujant a un cotxe vell i conduint cap a la ciutat; revelant el canvi de cor d'Hussein i el seu acord amb la seva pròpia mort.

## Repartiment
- Khaled Abol Naga com a Hussein
- Lebleba com a Nadra
- Arwa Gouda com a Sanaa
- Omar El Ghandour com a Seif
- Heba Yousry com a Hanaa
- Khairy Beshara com el general
- Sally Abed com a Aya
- Youssra El Hawary com a Ehsan
- Emad Maher com a Hamdy
- Amgad Riad com a Heidar
- Sedky Sakhr com a Salah

## Recepció
Villa 69 ha rebut una acollida generalment càlida com a pel·lícula que és complexa i visible, però potser un projecte massa difícil per la seva jove directora Ayten Amin. Mark Adams, de Screen Daily, va veure la pel·lícula com "increïblement matisada i dinàmica", però també mancava de consistència i enfocament. En general, Thoraia Abou Bakr estava contenta amb l'actuació, sobretot perquè la pel·lícula podria servir com una finestra realista a  la societat egípcia per als occidentals. Va pensar que Abol Naga va fer una actuació "convincent", però també reconeix que "la primera hora sembla allargar-se sense pietat".Jenifer Evans va escriure una crítica molt més dura per Mada Masr, descrivint com la pel·lícula semblava sense rumb i necessitava "una edició dura."

## Premis[7]
| Premi          | Categoria                        | Nominat          | Resultat  |
| -------------- | -------------------------------- | ---------------- | --------- |
| Premi Horus    | Millor actor                     | Khaled Abol Naga | Guanyador |
| Premi Horus    | Millor director (primer treball) | Ayten Amin       | Guanyador |
| Premi FIPRESCI | N/A                              | Ayten Amin       | Nominat   |